# 音のない森
「音のない森」（おとのないもり）は、ポルノグラフィティの楽曲。2003年8月6日にSME Recordsより11作目のシングルとしてリリースされた。

## 概要
前作『渦』から半年ぶりのリリースとなる、リリースラッシュ第1弾シングル。
シングル表題曲の作詞・作曲を初めて岡野昭仁が担当。表題曲の前後に収録されたインスト曲も岡野が作曲を担当しており、全3曲を続けて聴くことで、もうひとつの「音のない森」となる。
ポルノグラフィティの作品では初となる複数形態（初回生産限定盤・通常盤の2種）でのリリース。初回生産限定盤は三方背デジパック仕様で、文字やロゴにエンボス加工が施されている。また、全3曲のMVが収録されたDVDが付属し、音と映像両方でひとつの作品として成り立たせている。なお、通常盤は2004年7月7日にレーベルゲートCD2規格で、2006年1月25日にマキシシングル盤で再リリースされているが、DVDが付属する初回生産限定盤は再リリースされておらず、現在は廃盤となっている。
前作までは所属レコード会社のSony Recordsと所属レーベルのSME Recordsが連なってクレジットされていたが、2003年4月にSME RecordsがSony Recordsから分離・独立したため、本作からレコード会社・レーベルともにSME Recordsとなった。また、それに伴い本作から規格品番が「SRCL」から「SECL」となった。
岡野の希望により本作のプロモーション活動は行われず、累計売上はシングルでは初めて10万枚を下回った。

## 収録曲

### CD
| 全作曲: 岡野昭仁。 |                |           |            |                              |      |
| #                  | タイトル       | 作詞      | 作曲・編曲 | 編曲                         | 時間 |
| 1.                 | 「awe」        |           | 岡野昭仁   | ak.homma                     | 1:26 |
| 2.                 | 「音のない森」 | 岡野昭仁  | 岡野昭仁   | ak.homma, ポルノグラフィティ | 4:54 |
| 3.                 | 「sonic」      |           | 岡野昭仁   | ak.homma                     | 2:22 |
| 合計時間:          | 合計時間:      | 合計時間: | 合計時間:  | 8:42                         |      |

### DVD
| #         | タイトル       | 作詞 | 作曲・編曲 | 時間 |
| --------- | -------------- | ---- | ---------- | ---- |
| 1.        | 「awe」        |      |            | 1:28 |
| 2.        | 「音のない森」 |      |            | 5:02 |
| 3.        | 「sonic」      |      |            | 2:41 |
| 合計時間: | 合計時間:      | 9:11 |            |      |

## 楽曲解説
1. awe
  - 「音のない森」のイントロ、プロローグ部分にあたるインスト曲。
  - タイトルの読み方は「オーゥ」。
  - 怖さや威厳といった森に対する畏怖を表した暗い曲想になっており[2]、アウトロでは鼓動の音が徐々に大きくなり、次曲「音のない森」へと繋がる。
2. 音のない森
  - 骨太なリズムと美しい陰影を生み出すギターワークを中心としたロックバラード[3]。
  - 詞曲を手掛けた岡野は「（当初は）まだ自分の中に閉じこもって、そこから抜け出せないんだみたいなことを言いたかった」と振り返っており、仮歌詞は自身も「かなり内省的な詞を書いてしまった」と感じていたという[2]。しかし、楽曲が出来ていく中で"何か希望のようなもの"が曲の中に見え、詞の結末が「抜け出せない」から「抜け出そう」へと変わった[2]。
  - ライヴではヘソを担うことが多い楽曲である。『6thライヴサーキット "74ers"』では、広島公演（2004年1月12日）から間奏に変拍子を取り入れた数分にわたる演奏が加えられ、大サビの「そしてまた歩き出そう〜」は演奏がなくなり、岡野がアカペラで歌唱するようになった[4]。『5th Anniversary Special Live "PURPLE'S"』『東京ロマンスポルノ'09 〜愛と青春の日々〜』『13thライヴサーキット "ラヴ・E・メール・フロム・1999"』でも同様のアレンジが披露されている。
3. sonic
  - 「音のない森」のアウトロ部分にあたるインスト曲。
  - 「awe」とは曲想がガラリと変わり、「目の前が抜けるような癒し」「希望」を表した明るい曲想になっている[2]。

## Additional Musicians
1. awe
  - 不明
2. 音のない森
  - Drums: 松永俊弥
  - Percussion: 三沢またろう
  - Synthesist: 飯田高広
  - E.Guitar Sound Designer: 遠藤太郎
  - All Other Instruments: 本間昭光
3. sonic
  - 不明

## 収録作品
| タイトル   | 収録作品 |
| ---------- | --- |
| awe        | - ライヴ映像 - ライヴ映像作品『"74ers" LIVE IN OSAKA-JO HALL 2003』 - ライヴ映像作品『5th Anniversary Special Live "PURPLE'S" IN TOKYO TAIIKUKAN 2004』 |
| 音のない森 | - アルバム - ベストアルバム『PORNO GRAFFITTI BEST BLUE'S』 - ベストアルバム『PORNOGRAFFITTI 15th Anniversary "ALL TIME SINGLES"』 - ベストアルバム『ポルノグラフィティ全書 〜ALL TIME SINGLES〜』 - ミュージックビデオ - ビデオクリップ集『COMPLETE CLIPS 1999-2008』 - ビデオクリップ集『PG CLIPS 2nd LAP』 - ライヴ映像 - ライヴ映像作品『"74ers" LIVE IN OSAKA-JO HALL 2003』 - ライヴ映像作品『5th Anniversary Special Live "PURPLE'S" IN TOKYO TAIIKUKAN 2004』 - ライヴ映像作品『13thライヴサーキット "ラヴ・E・メール・フロム・1999" Live in MARINE MESSE FUKUOKA』 |
| sonic      | - ライヴ映像 - ライヴ映像作品『"74ers" LIVE IN OSAKA-JO HALL 2003』 |